# Puygaillard-de-Quercy
Puygaillard-de-Quercy település Franciaországban, Tarn-et-Garonne megyében. Lakosainak száma 379 fő (2022. január 1.). Puygaillard-de-Quercy Larroque, Puycelsi, Bruniquel, Monclar-de-Quercy, Vaïssac és Nègrepelisse községekkel határos.

## Népesség
A település népessége az elmúlt években az alábbi módon változott:
| Lakosok száma | 367  | 387  | 397  | 391  | 385  | 379  | 373  | 378  | 379  |
|               | 2013 | 2015 | 2016 | 2017 | 2018 | 2019 | 2020 | 2021 | 2022 |